# Platée
Platée è un'opera lirica in un prologo e tre atti di Jean-Philippe Rameau (1683-1764), su libretto di Adrien-Joseph Le Valois d’Orville, tratto dal lavoro Platée ou Junon jalouse di Jacques Autreau, a sua volta derivato dal terzo capitolo del nono libro (sulla Beozia) della Periegesi della Grecia del geografo antico Pausania.
La prima dell'opera fu rappresentata a Versailles al Théâtre de la Grande Écurie, in occasione delle nozze del delfino Louis, figlio di Luigi XV di Francia, con Maria Teresa d'Asburgo, il 31 marzo 1745.

## Personaggi e interpreti
| Personaggio | Tipologia vocale                                               | Interpreti della prima 31 marzo 1745 (Direttore: - )           | Interpreti della seconda versione 9 febbraio 1749 (Direttore: - ) |
| Prologo: La Naissance de la Comédie/ La nascita della commedia | Prologo: La Naissance de la Comédie/ La nascita della commedia | Prologo: La Naissance de la Comédie/ La nascita della commedia | Prologo: La Naissance de la Comédie/ La nascita della commedia    |
| --- | -------------------------------------------------------------- | -------------------------------------------------------------- | ----------------------------------------------------------------- |
| Thespis/ Tespi, inventore della commedia | haute-contre (tenore acuto)                                    | Jean-Paul Spesoller detto La Tour (o Latour)                   | François Poirier                                                  |
| Momus/ Momo | basse-taille (basso-cantante)                                  | Albert                                                         | Lamarre (scritto anche La Marre)                                  |
| Thalie/ Talia | soprano                                                        | Marie Fel                                                      | Marie-Angélique Coupé                                             |
| Amour/ Amore | soprano (in travesti)                                          | Marie-Angélique Coupé (scritto anche Couppé o Coupée)          | M.lle Rosalie                                                     |
| Un satiro | basso-cantante                                                 | Benoit                                                         | Person                                                            |
| Vendemmiatrici | soprani                                                        | M.lles Cartou e Dalman                                         | M.lle Cartou e Marie Madeleine Jendrest (m.lle Chefdeville)       |
| Coro/corpo di ballo: satiri, menadi, vendemmiatori con mogli e figli |                                                                |                                                                |                                                                   |
| Balletto (comédie lyrique) |                                                                |                                                                |                                                                   |
| Cithéron/ Citerone, re di Grecia | basso-cantante                                                 | François Le Page (scritto anche Lepage)                        | François Le Page                                                  |
| Mercure/ Mercurio | haute-contre                                                   | Jean Antoine Bérard                                            | François Poirier                                                  |
| Platée, ninfa di una grande palude ai piedi del Citerone | haute-contre (in travesti)                                     | Pierre de Jélyotte                                             | La Tour                                                           |
| Clarine, fonte, serva di Platée | soprano                                                        | M.lle Bourbonnais (scritto anche Bourbonnois)                  | Marie-Angélique Coupé                                             |
| Una naiade, altra serva Platée | soprano                                                        | M.lle Metz                                                     | M.lle Metz                                                        |
| Jupiter/ Giove | basso-cantante                                                 | Claude-Louis-Dominique Chassé de Chinais                       | Person                                                            |
| La Follia | soprano                                                        | Marie Fel                                                      | Marie Fel                                                         |
| Junon/ Giunone | soprano                                                        | Marie-Jeanne Fesc (m.lle Chevalier)                            | Louise Jacquet                                                    |
| Momus/ Momo | taille (baritenore) o basso-cantante                           | Louis-Antoine Cuvillier (scritto anche Cuvilliers o Cuvelier)  | Lamarre                                                           |
| Iris | figurante                                                      |                                                                |                                                                   |
| Coro/corpo di ballo: naiadi, aquiloni, serventi di Momo, serventi della Follia di carattere gioioso e di carattere serio, satiri e driadi, altro gruppo di satiri, serventi di Momo sotto forma di Grazie, campagnoli con mogli e figli |                                                                |                                                                |                                                                   |

## Trama
L'opera consiste in un prologo e tre atti.